# Pheidole parasitica
Pheidole parasitica là một loài côn trùng thuộc họ Formicidae. Đây là loài đặc hữu của Ấn Độ.